# Lambda Muscae
Lambda Muscae is een ster in het sterrenbeeld Vlieg met een magnitude van 3,68. De ster is niet zichtbaar van uit de Benelux.